# Papa Mbaye
Papa Abdoulaye Mbaye (Yambeul, Senegal, 13 de junio de 1990) es un jugador de baloncesto senegalés. Juega de pívot y su actual equipo es el UPB Gandía de la Liga EBA.

## Carrera deportiva
Se formó en las categorías de base del Arona Basket, para pasar en la temporada 2008-2009 al FC Barcelona júnior.
En 2013, el pívot senegalés debuta con el FC Barcelona con 21 años en la Liga ACB con el Barça Regal. Tras pasar por Arona Basket, el junior del Barça, el UB Sabadell de la EBA, el CB Cornellà de la LEB Oro y el filial blaugrana de la LEB Plata, a Mbaye le llegó la oportunidad, jugando tres minutos en los que sumó un rebote y una asistencia.
En verano de 2016 cerró su etapa en la ciudad condal para marcharse al Força Lleida Club Esportiu. En el conjunto ilerdense jugaría cuatro temporadas, convirtiéndose en uno de los referentes del conjunto de la comarca del Segriá.
En agosto de 2020, se convierte en jugador del Club Melilla Baloncesto de la liga LEB Oro.
El 8 de agosto de 2021, firma por el FC Cartagena CB de la Liga LEB Plata.

## Clubs
- Arona Basket Sur. Junior. (2006-2007)
- FC Barcelona Junior. (2007-2008)
- UB Sabadell. EBA. Disputa 4 partidos con el WTC Cornellà de LEB Plata (2008-2009)
- CB Cornellà. LEB Oro. (2009-2010)
- FC Barcelona B. (2010-2016)
- Força Lleida Club Esportiu. (2016-2020)
- Club Melilla Baloncesto. (2020-2021)
- FC Cartagena CB (2021-2022)
- La Salud Archena (2022-2023)
- Units pel bàsquet Gandía (2023- actualidad)

## Palmarés
- 2008. FC Barcelona. Torneo Junior de Hospitalet. Subcampeón
- 2007-08. FC Barcelona. Campeonato de España Junior. Subcampeón
- 2008. FC Barcelona. Nike International Junior Tournament. Subcampeón
- 2008-09. WTC Cornellà. LEB Plata. Campeón del Playoff y ascenso
- 2009. FC Barcelona. Circuito Sub-20. Subcampeón